# Gérard Colin
Gérard Colin (* 3. März 1958 in La Bresse) ist ein ehemaliger französischer Skispringer und heutiger Skisprungtrainer.

## Werdegang

### Skispringer
Colin bestritt am 30. Dezember 1979 sein erstes Springen im neu geschaffenen Skisprung-Weltcup in Oberstdorf zum Auftakt der Vierschanzentournee 1979/80. Bei der Tournee blieb er jedoch weitgehend erfolglos. Erst in den Springen in Thunder Bay konnte er mit zwei 15. Plätzen je einen Weltcup-Punkt gewinnen. In Saint-Nizier errang er mit Platz 8, seiner bis dahin besten Platzierung, weitere Weltcuppunkte. Am Ende der Weltcup-Saison 1979/80 belegte er mit 9 gewonnenen Punkten den 73. Platz.
Bei den Olympischen Winterspielen 1980 in Lake Placid erreichte Colin auf der Normalschanze den 35. und auf der Großschanze den 42. Platz.
In der Saison 1980/81 erreichte Colin lediglich in Chamonix mit Platz 15 einen Weltcup-Punkt und beendete die Saison am Ende auf dem 83. Platz in der Weltcup-Gesamtwertung. Auch die Saison 1981/82 begann ähnlich erfolglos für Colin. So konnte er weder bei der Vierschanzentournee 1981/82 noch bei der Nordischen Skiweltmeisterschaft 1982 in Oslo vordere Platzierungen erzielen. Colin blieb in der ganzen Saison ohne Punktgewinn und damit ohne Platzierung in der Weltcup-Gesamtwertung.
Zum Start der Weltcup-Saison 1982/83 konnte er bereits im ersten Springen in Cortina d’Ampezzo mit Platz 14 zwei Weltcup-Punkte gewinnen. Auch die weiteren Springen verliefen für Colin erfolgreich. In Bærum konnte er am 11. März 1983 mit Platz 4 seine beste Einzelplatzierung seiner Karriere erreichen und belegte am Ende der Saison den 29. Platz in der Weltcup-Gesamtwertung.
Auch die Saison 1983/84 bestritt Colin erfolgreich und erreichte mit 20 Punkten Platz 38 in der Weltcup-Gesamtwertung. Bei den Olympischen Winterspielen 1984 in Sarajevo stand Colin erneut im Aufgebot der Franzosen und erreichte auf der Normalschanze den 15. und auf der Großschanze den 32. Platz.
In den folgenden drei Jahren konnte Colin an seine Erfolge nicht mehr anknüpfen und landete meist nur auf den hinteren Plätzen auch bei der Nordischen Skiweltmeisterschaft 1985 in Seefeld in Tirol blieb er mit Platz 46. auf der Normalschanze und Platz 37 auf der Großschanze erfolglos. Nach einer weiteren glücklosen Saison beendete er nach der Nordischen Skiweltmeisterschaft 1987 in Oberstdorf, wo er auf der Normalschanze den 31. Platz und auf der Großschanze den 52. Platz erreichte, seine aktive Skisprungkarriere im Alter von 29 Jahren.

### Trainer
Seit der Saison 2011/2012 arbeitete Colin als Co-Trainer der französischen Trainingsgruppe B. Seit der Saison 2013/14 war er Cheftrainer der französischen Nationalmannschaft. Mit dem Ende der Saison 2017/18 beendeten Colin und sein Assistent Robert Treitinger ihre Arbeit nach vier Jahren als Trainerteam der französischen Nationalmannschaft.

## Erfolge

### Weltcup-Platzierungen
| Saison  | Platz | Punkte |
| ------- | ----- | ------ |
| 1979/80 | 73.   | 09     |
| 1980/81 | 83.   | 01     |
| 1982/83 | 29.   | 28     |
| 1983/84 | 38.   | 20     |
| 1984/85 | 66.   | 03     |